# 同種粒子

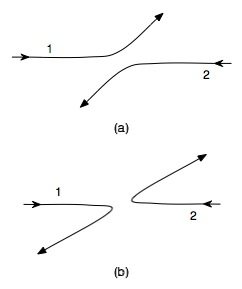
同種の粒子１と粒子２が衝突した時、衝突の過程(a)と(b)は同じ結果となる。同種粒子は区別ができないので、(a)と(b)どちらが起こったのかも確かめようがない。

同種粒子（どうしゅりゅうし、Identical particles）は原理的に区別することができない粒子のことである。同種粒子に含まれるものとして、電子などの素粒子や、原子や分子などの複合粒子がある。
粒子が区別できないという事実は、統計力学に重要な影響を与える。統計力学の計算では確率が大きく関係しており、確率は考えている対象が区別できるかどうかで決定的な違いが現れる。その結果、同種粒子は区別できる粒子とは大きく異なる統計的振る舞いを示す。その例がギブズのパラドックスである。

## 概要
量子論において、複数の同種粒子を含む系の状態ベクトルや物理量（オブザーバブル）は、一定の対称性を持つものに限られる。その対称性は、基本変数を粒子の「位置と運動量」にとった量子論（量子力学）では、少し不自然にも見える（波動関数の対称性、反対称性など）。その理由は、個々の粒子に別々の「位置と運動量」を割り当てるのは、粒子を区別できることが前提であるのに、区別ができない粒子にそれを適用しているためである。そこで、基本変数を「場」とその共役運動量にとれば、同種粒子の区別がつかないことや、状態ベクトルや物理量の対称性などが理論に組み込まれ、すっきりしたものになる。
同種粒子はボゾンとフェルミオンに大別できる。ボゾンは量子状態を共有でき、フェルミオンはパウリの排他原理のため量子状態を共有できない。ボゾンの例として、フォトン、グルーオン、フォノン、4He原子がある。フェルミオンの例として、電子、ニュートリノ、クォーク、陽子、中性子、3He原子がある。

## 量子論による記述

### 一粒子状態と多粒子状態
同種粒子は区別することができないため、それぞれの粒子に「位置」を割り振ることができない。なぜなら位置を割り振った時点で粒子が区別できてしまうからである。この性質を不可弁別性という。よって一般に粒子の位置の関数である波動関数を用いる方法は少し不自然なものになる。
そこで占有数を用いた方法で同種多粒子系を表現する方法が一般に用いられる。この方法は数表示（占有数表示）の方法と呼ばれる。この方法では同種多粒子系を、「一粒子状態がいくつかあって、その一粒子状態にある同種粒子の個数（占有数）を数える」と考える。占有数という名前からわかるように、これは一粒子状態を「座席」のように扱い、その座席に座る同種粒子の個数を数えるという考えである。この方法は波動関数を用いる方法と同じ情報をもっている。なお「一粒子状態」とは言っているが、その状態の同種粒子の数は０または 1 とは限らない。たとえばボゾンの場合はある一粒子状態には粒子がいくつでも入ることができる。このボゾンの性質からも、この方法が便利であることがわかる。

### スピン統計定理
エネルギーに下限があること、ローレンツ変換しても物理法則が変わらないことから次のスピン統計定理が成り立つ。
1粒子状態の占有数{\displaystyle n_{\nu }}の取りうる値は
- {\displaystyle \quad n_{\nu }=0,1\ }
- {\displaystyle \quad n_{\nu }=0,1,2,\ldots \ }

のいずれかに限られる。粒子のスピンの大きさは、前者（フェルミ粒子）の場合は {\displaystyle \hbar \ } の半奇数（奇数の1/2倍）倍で、後者（ボース粒子）の場合は{\displaystyle \hbar \ }の整数倍である。この定理から、フェルミ粒子とボーズ粒子の状態の数え方に違いが生まれ、統計的なふるまいも違ってくる。

### 多粒子状態の波動関数
N 粒子系を考える。仮にそれぞれの粒子に名前を 1, 2, ..., N とつけたとすると、それぞれの粒子の位置が決まる。多粒子状態を座標表示による波動関数は、ボース粒子の場合は
{\displaystyle \Psi _{n_{1}n_{2}\cdots n_{N}}(\mathbf {r} _{1},\mathbf {r} _{2},\ldots ,\mathbf {r} _{N})=N\sum _{p}\psi _{p(1)}(\mathbf {r} _{1})\psi _{p(2)}(\mathbf {r} _{2})\cdots \psi _{p(N)}(\mathbf {r} _{N}),}
フェルミ粒子の場合は、
{\displaystyle \Psi _{n_{1}n_{2}\cdots n_{N}}(\mathbf {r} _{1},\mathbf {r} _{2},\ldots ,\mathbf {r} _{N})={\frac {1}{\sqrt {N!}}}\sum _{p}\mathrm {sgn} (p)\psi _{p(1)}(\mathbf {r} _{1})\psi _{p(2)}(\mathbf {r} _{2})\cdots \psi _{p(N)}(\mathbf {r} _{N})}
となる。ここで {\displaystyle p\ } は置換を表す。